# Eileen Percy
Eileen Percy est une actrice britannique du cinéma muet et parlant, née à Belfast (Royaume-Uni) le 21 août 1900, morte à Beverly Hills, Los Angeles, le 29 juillet 1973.

## Filmographie partielle
- 1917 : Panthea, d'Allan Dwan
- 1917 : L'Île du Salut (en) (Down to Earth) de John Emerson
- 1919 : Le Secret de l'or (Desert Gold) de T. Hayes Hunter
- 1919 : Brass Buttons de Henry King
- 1919 : Some Liar de Henry King
- 1919 : Where the West Begins de Henry King
- 1919 : One-Thing-At-a-Time O'Day de John Ince
- 1920 : The Man Who Dared de Emmett J. Flynn
- 1921 : Why Trust Your Husband? de George Marshall
- 1922 : The Fast Mail de Bernard J. Durning
- 1923 : À l'abri des lois (Within the Law) de Frank Lloyd
- 1923 : The Prisoner de Jack Conway
- 1923 : Let's Go de William K. Howard
- 1924 : L'Émeute (Tongues of Flame) de Joseph Henabery
- 1924 : The Turmoil de Hobart Henley
- 1925 : The Unchastened Woman de James Young
- 1926 : Lovey Mary de King Baggot :  Kate
- 1925 : Cobra de Joseph Henabery
- 1927 : Le Bateau ivre (Twelve Miles Out) de Jack Conway
- 1927 : Le Temps des cerises (Spring Fever) de Edward Sedgwick
- 1933 : Le Secret de Madame Blanche (The Secret of Madame Blanche) de Charles Brabin